# Tetraria natalensis
Tetraria natalensis là loài thực vật có hoa trong họ Cói. Loài này được (C.B.Clarke) T.Koyama miêu tả khoa học đầu tiên năm 1961.